# Градаць (Плетерниця)
45°19′ пн. ш. 17°48′ сх. д. / 45.31° пн. ш. 17.80° сх. д.
Градаць (хорв. Gradac) — населений пункт у Хорватії, у Пожезько-Славонській жупанії у складі міста Плетерниця.

## Населення
Населення за даними перепису 2011 року становило 937 осіб.
Динаміка чисельності населення поселення:

## Клімат
Середня річна температура становить 11,16 °C, середня максимальна – 25,72 °C, а середня мінімальна – -6,17 °C. Середня річна кількість опадів – 797 мм.
| Клімат поселення                              | Клімат поселення | Клімат поселення | Клімат поселення | Клімат поселення | Клімат поселення | Клімат поселення | Клімат поселення | Клімат поселення | Клімат поселення | Клімат поселення | Клімат поселення | Клімат поселення | Клімат поселення |
| Показник                                      | Січ.             | Лют.             | Бер.             | Квіт.            | Трав.            | Черв.            | Лип.             | Серп.            | Вер.             | Жовт.            | Лист.            | Груд.            |                  |
| Середній максимум, °C                         | 5,97             | 8,30             | 12,89            | 17,45            | 22,66            | 25,72            | 25,63            | 24,82            | 20,71            | 15,44            | 9,66             | 5,61             |                  |
| Середня температура, °C                       | −0,1             | 2,23             | 6,82             | 11,38            | 16,60            | 19,65            | 21,53            | 20,72            | 16,61            | 11,35            | 5,57             | 1,50             |                  |
| Середній мінімум, °C                          | −6,17            | −3,84            | 0,74             | 5,32             | 10,54            | 13,59            | 17,44            | 16,63            | 12,52            | 7,25             | 1,47             | −2,58            |                  |
| Норма опадів, мм                              | 50               | 50               | 49               | 61               | 73               | 100              | 70               | 67               | 58               | 73               | 81               | 65               |                  |
| Середньомісячна швидкість вітру, м/с          | 1.81             | 2.08             | 2.39             | 2.31             | 2.08             | 1.90             | 1.90             | 1.70             | 1.70             | 1.71             | 1.80             | 1.87             |                  |
| Середньомісячна сонячна радіація, кДж/м²·день | 4295             | 7010             | 10880            | 15268            | 19313            | 21163            | 22288            | 20330            | 14944            | 9209             | 4849             | 3580             |                  |
| --------------------------------------------- | ---------------- | ---------------- | ---------------- | ---------------- | ---------------- | ---------------- | ---------------- | ---------------- | ---------------- | ---------------- | ---------------- | ---------------- | ---------------- |
| Джерело:                                      |                  |                  |                  |                  |                  |                  |                  |                  |                  |                  |                  |                  |                  |